# Митчелл, Шармба
Шармба Митчелл (англ. Sharmba Mitchell; 27 августа 1970, Такома-Парк, Мэриленд, США) — американский боксёр-профессионал, выступавший в лёгкой, 1-й полусредней и полусредней весовых категориях. Чемпион мира в 1-й полусредней (версия WBA, 1998-2001; временный титул по версии IBF, 2004) весовой категории.

## Биография

### 1988 - 2000
Дебютировал в сентябре 1988 года.
В марте 1994 года состоялся бой двух непобеджённых боксёров - Шармбы Митчелла и Левандера Джонсона. Джонсон нокаутировал противника в 8-м раунде. В июне 1994 года Митчелл вышел на ринг против непобеждённого Стиви Джонстона. Джонстон нокаутировал противника в 9-м раунде. В октябре 1998 года Митчелл встретился с чемпионом мира 1-м полусреднем весе по версии WBA Халидом Рахилу. Митчелл победил единогласным решением судей.
В феврале 1999 года Митчелл победил по очкам Педро Саиса.
В апреле 1999 года он решением большинства голосов судей победил Реджи Грина.
В ноябре 1999 года Митчелл по очкам победил Элио Ортиса.
В сентябре 2000 года Митчелл победил по очкам Феликса Флореса. В 4-м раунде чемпион побывал в нокдауне.

### 2001-02-03Константин Цзю -Шармба Митчелл
- Место проведения:  Мандалей Бэй Ресорт энд Касино, Лас-Вегас, Невада, США
- Результат: Победа Цзю техническим нокаутом в 7-м раунде в 12-раундовом бою
- Статус: Чемпионский бой за титул WBC в 1-м полусреднем весе (3-я защита Цзю); чемпионский бой за титул WBA в 1-м полусреднем весе (5-я защита Митчелла)
- Рефери: Джо Кортес
- Счет судей: Кит Макдональд (66-66), Дэниел Фон де Виел (68-65 Цзю), Чак Джиампа (68-64 Цзю)
- Время: 3:00
- Вес: Цзю 63,30 кг; Митчелл 63,40 кг
- Трансляция: Showtime

В феврале 2001 года состоялся объединительный бой в полусреднем весе между обладателями поясов - WBA Шармбой Митчеллом и WBC Константином Цзю. В конце 4-го раунда Цзю и Митчелл сошлись в клинче, после чего Цзю оттолкнул противника, и тот упал на канвас. Рефери Джо Кортес снял Цзю за это очко. В середине 7-го раунда соперники сошлись в очередно клинче. Митчелл неудачно из него вышел, подвернув левую ногу и захромав. Митчелл смог достоять до гонга, но в перерыве между раундами угол снял своего бойца, сославшись на травму ноги. Цзю победил техническим нокаутом.

### 2002 - 2004
В мае 2003 года Митчелл в элиминатере за титул IBF победил по очкам Бена Таки.
Чемпион мира по версии IBF Константин Цзю был травмирован, поэтому Митчелл получил временный титул IBF.
В феврале 2004 года он победил по очкам Лавмора Нду.
В апреле 2004 года Митчелл победил по очкам Майкла Стюарта.

### 2004-11-06Константин Цзю -Шармба Митчелл (2-й бой)
- Место проведения:  Глендейл Арена, Феникс, Аризона, США
- Результат: Победа Цзю техническим нокаутом в 3-м раунде в 12-раундовом бою
- Статус: Чемпионский бой за титул IBF в 1-м полусреднем весе (3-я защита Цзю)
- Рефери: Рауль Каис
- Время: 2:48
- Вес: Цзю 63,50 кг; Митчелл 63,50 кг
- Трансляция: Showtime

В ноябре 2004 года состоялся 2-й бой между Шармбой Митчеллом и Константином Цзю. В середине 2-го раунда Цзю провёл левый кросс в голову. Митчелл пошатнулся. Цзю бросился добивать его, прижав в канатам, и выбросив серию ударов в голову. Митчелл попытался клинчевать, но пропустил несколько ударов, и упал. Рефери отсчитал нокдаун. Митчелл поднялся на счёт 6. Цзю попытался добивать противника, но Митчелл продержался до гонга. В начале 3-го раунда Цзю провёл левый кросс в челюсть, и претендент упал спиной на канвас. Митчелл поднялся в последний момент. Цзю начал выцеливать удар. В конце 3-го раунда чемпион левым кроссом вновь попал в челюсть претенденту. Тот отошёл назад, прижавшись к канатам. Цзю начал его бомбить. После нескольких пропущенных серий, Мичтелл опустился на колено. Рефери отчитал нокдаун. Митчелл поднялся на счёт 7. Цзю сразу же вновь его прижал к канатам, и выбросил две двойки в голову. Претендент вновь упал на канвас. Рефери прекратил поединок, не открывая счёта.

### 2005-11-19Флойд Мейвезер -Шармба Митчелл
- Место проведения:  Роус Гарден, Портлэнд, Орегон, США
- Результат: Победа Мейвезера техническим нокаутом в 6-м раунде в 12-раундовом бою
- Статус: Рейтинговый бой
- Рефери: Ричард Стил
- Время: 2:06
- Вес: Мейвезер 66,70 кг; Митчелл 65,90 кг
- Трансляция: HBO
- Счёт неофициального судьи: Харольд Ледерман (50-44 Мейвезер)

В ноябре 2005 года Митчелл вышел на бой против Флойда Мейвезера. В 3-м раунде он правым кроссом послал Митчелла в нокдаун. Митчелл не был потрясён и встал на счет 4. Добивать противника Мейвезер не стал. В 6-м раунде от удара по туловищу Митчелл сел на корточки и выслушал счет. Он встал на счет 10, но было поздно и рефери остановил бой.

### 2006-08-19Пол Уильямс -Шармба Митчелл
- Место проведения:  Рено Эвентс Центр, Рено, Невада, США
- Результат: Победа Уильямса нокаутом в 4-м раунде в 12-раундовом бою
- Статус: Рейтинговый бой
- Рефери: Вик Дракулич
- Время: 2:57
- Вес: Уильямс 66,50 кг; Митчелл 66,50 кг
- Трансляция: HBO BAD
- Счёт неофициального судьи: Харольд Ледерман (30-26 Уильямс)

В августе 2006 года Митчелл встретился с непобеждённым Полуом Уильямсом. В начале 3-го раунде Уильямс провёл левый апперкот в челюсть, затем туда же двойку - правый хук и левый. Митчелл упал на канвас, но сразу же поднялся. Рефери отсчитал нокдаун. Уильямс попытался добить противника, но Митчелл спасался в клинчах. В начале 4-го раунда Уильямс провёл в челюсть левый хук и правый апперкот. Митчелл упал на колено, но вновь сразу же поднялся. После возобновления поединка Митчелл начал спасаться в клинчах. В середине 4-го раунда Уильямс двойку в челюсть - левый хук, правый апперкот. Митчелла повело, и он вновь полез в клинч, сбив с ног противника. Оба упали на канвас. Рефери отсчитал нокдаун. Митчелл с решением рефери не согласился. Он поднялся на счёт 8. После возобновления поединка Уильямс прижал противника к канатам и начал добивать Митчелла. Митчелл смог опять войти в клинч. Рефери разнял бойцов. Митчелл полез в размен. Уильямс выбросил встречную двойку в челюсть - левый хук и правый. Митчелл вновь оказался на полу. Митчелл не успел подняться на счёт 10, опоздав на долю секунды. Рефери зафиксировал нокаут.